# Eco di sirene World Tour
L'Eco di sirene World Tour è la diciottesima tournée della cantautrice catanese Carmen Consoli, partita da L'Avana, a Cuba, il 6 novembre 2019.
Il tour viene annunciato il 20 settembre 2019 tramite i social della cantante, e si configura - stavolta a livello internazionale - come una continuazione dell'Eco di sirene Tour e del Summer Tour 2019, entrambi già incentrati sull'ultimo album in studio Eco di Sirene, ed evoluzione del tour teatrale del 2008 L'anello mancante.
Oltre ad Emilia Belfiore al violino e a Claudia della Gatta al violoncello, ad accompagnare la "cantantessa" nella sua prima tappa a L'Avana c'è stata anche la Camerata Romeu, prima orchestra di musica da camera tutta al femminile in America Latina, fondata da Zenaida Romeu.
Il tour internazionale viene annunciato da La Stampa come "un live coinvolgente, che ha il suono caldo delle chitarre acustiche di Carmen e degli archi, ma presenta anche atmosfere sonore a tratti graffianti, con distorsioni e aperture punk".

## Concerti
| Data             | Città             | Nazione               | Luogo                     |
| Nord America     | Nord America      | Nord America          | Nord America              |
| ---------------- | ----------------- | --------------------- | ------------------------- |
| 6 novembre 2019  | L'Avana           | Cuba                  | Teatro America            |
| Sud America      |                   |                       |                           |
| 9 novembre 2019  | Santiago del Cile | Cile                  | Amanda Club               |
| Nord America     |                   |                       |                           |
| 11 novembre 2019 | New York          | New York              | Angel Orensanz Foundation |
| 13 novembre 2019 | Boston            | Massachusetts         | Regattabar                |
| 14 novembre 2019 | Washington        | Distretto di Columbia | Studio Theatre            |
| 16 novembre 2019 | Miami             | Florida               | North Beach Bandshell     |
| 18 novembre 2019 | Los Angeles       | California            | Zipper Hall               |
| 19 novembre 2019 | San Francisco     | California            | Brava Theater             |

## Composizione
| Strumento      | Musicista           |
| -------------- | ------------------- |
| voce, chitarra | Carmen Consoli      |
| violino        | Emilia Belfiore     |
| violoncello    | Claudia della Gatta |